# Sarcelle cannelle
Spatula cyanoptera
Espèce
Répartition géographique
- zone de nidification
- présence permanente
- voie migratoire
- aire d'hivernage

Statut de conservation UICN

 LC  : Préoccupation mineure
Synonymes
- Anas cyanoptera (protonyme)

La Sarcelle cannelle  (Spatula cyanoptera) est une espèce d'oiseaux de la famille des Anatidae, native du continent américain.

## Description

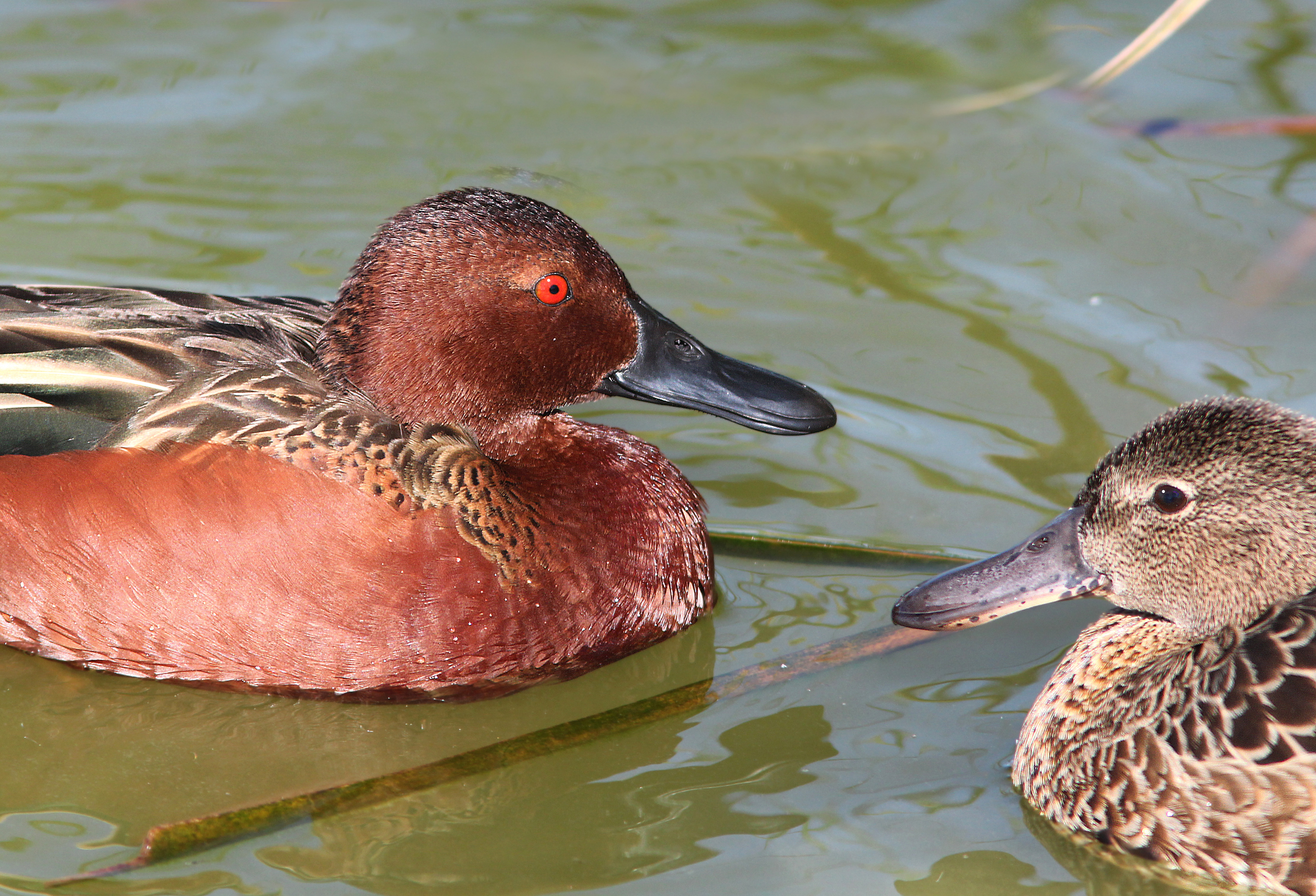
Un couple (S. c. septentrionalium).

Le mâle adulte a une tête couleur cannelle, un corps brun, un œil rouge et un bec foncé. La femelle adulte a un corps brun moucheté, une tête beige, des yeux marron et un bec griset ressemble beaucoup à la femelle de la Sarcelle à ailes bleues (Spatula discors).

## Mode de vie
Elle se reproduit dans les étangs et les marais du continent américain. Elle change de partenaire chaque année. Elle se nourrit surtout de plantes mais aussi de mollusques ou d'insectes aquatiques.

## Répartition et sous-espèces
Selon la classification de référence du Congrès ornithologique international (15.1, 2025) elle se répartit en cinq sous-espèces (ordre philogénique) :
- Spatula cyanoptera septentrionalium (Snyder & Lumsden, 1951) — ouest de l'Amérique du Nord - hiverne au Mexique, au Panama et dans le nord-ouest de la Colombie ;
- Spatula cyanoptera tropica (Snyder & Lumsden, 1951) — vallées des rios Cauca et Magdalena (Colombie) ;
- Spatula cyanoptera borreroi (Snyder & Lumsden, 1951) — cordillère Orientale (Colombie) ;
- Spatula cyanoptera orinoma (Oberholser, 1906) — Altiplano ;
- Spatula cyanoptera cyanoptera (Vieillot, 1816) — du Pérou aux Malouines et la Terre de Feu.

## Galerie

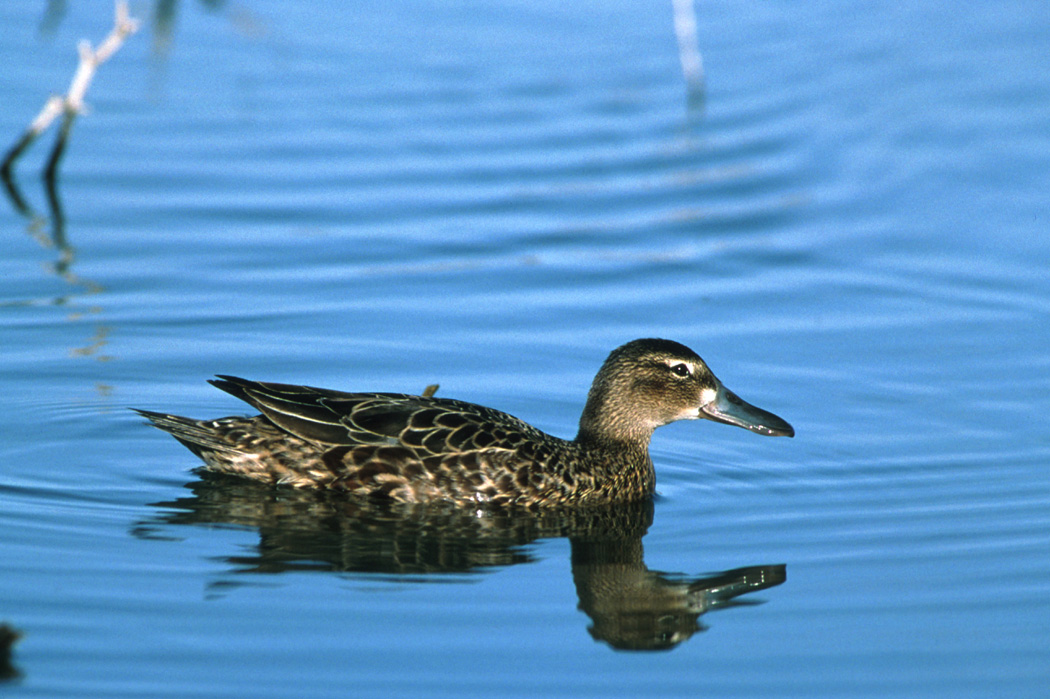
une femelle au refuge faunique national de Lower Klamath
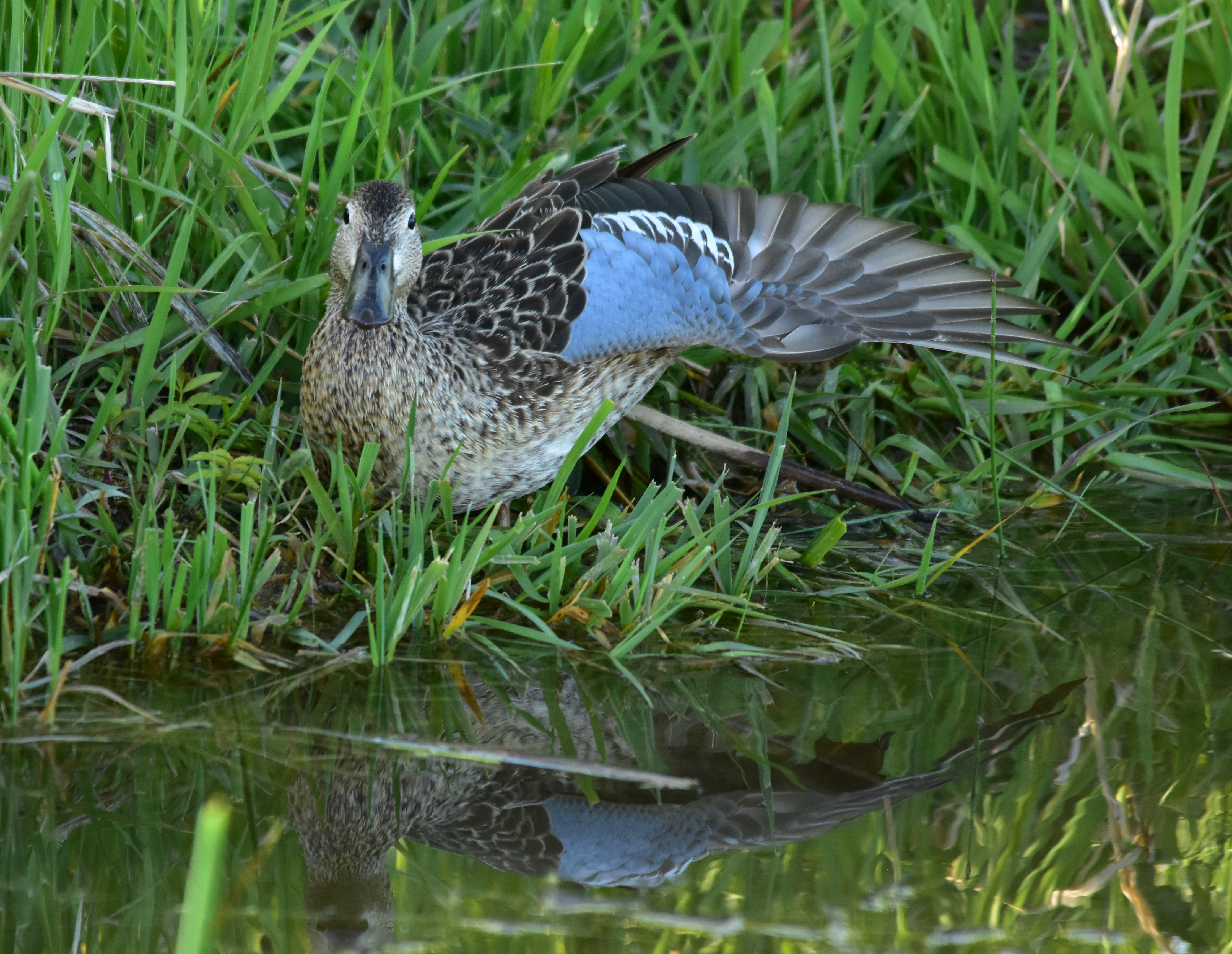
..au refuge faunique national Seedskadee
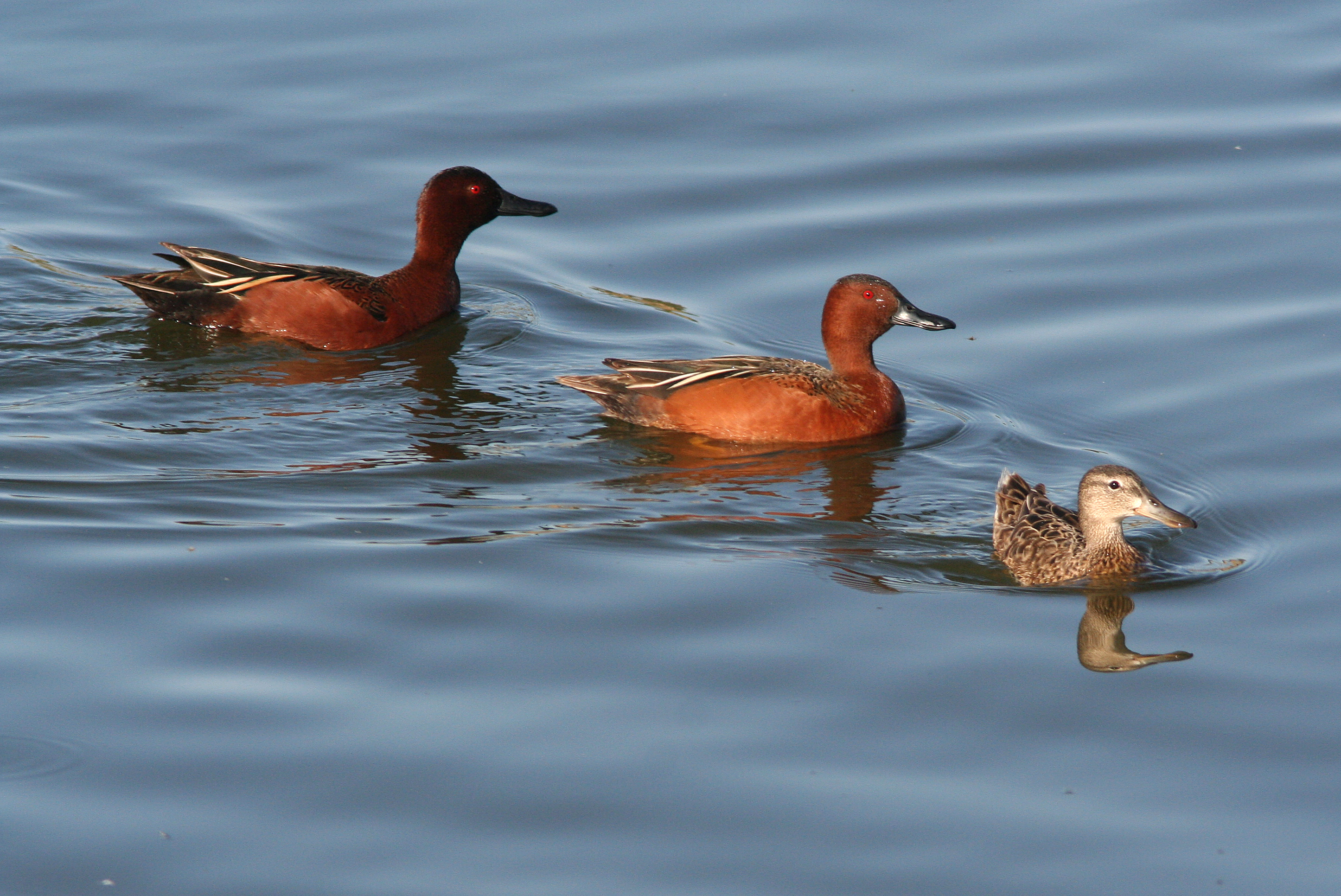